# Wiederkehr Village
Wiederkehr Village – miasto w Stanach Zjednoczonych, w stanie Arkansas, w hrabstwie Franklin.